# Szlovák Nemzeti Színház

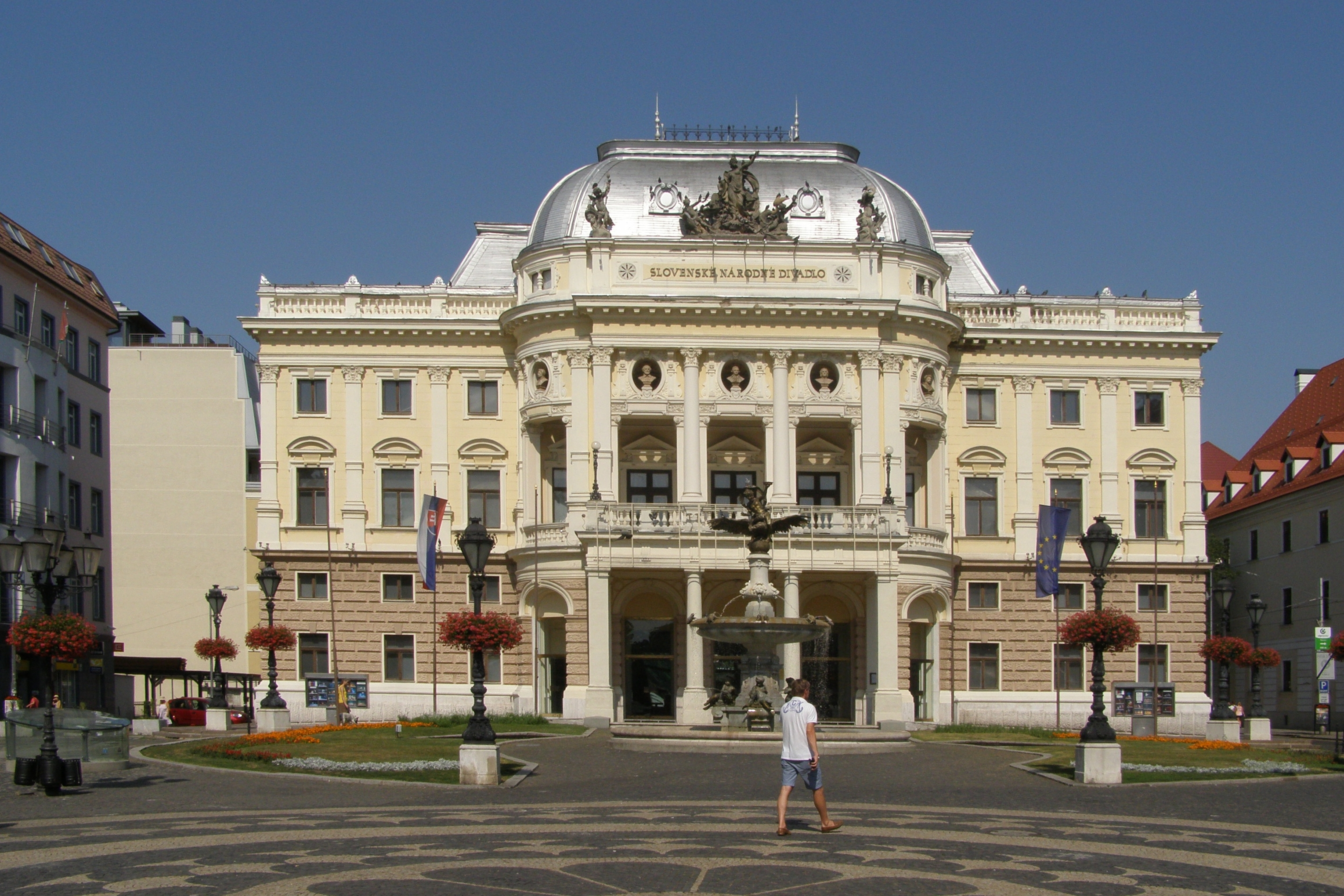
A Szlovák Nemzeti Színház történelmi épülete a Hviezdoslav téren, az operaelőadások székhelye

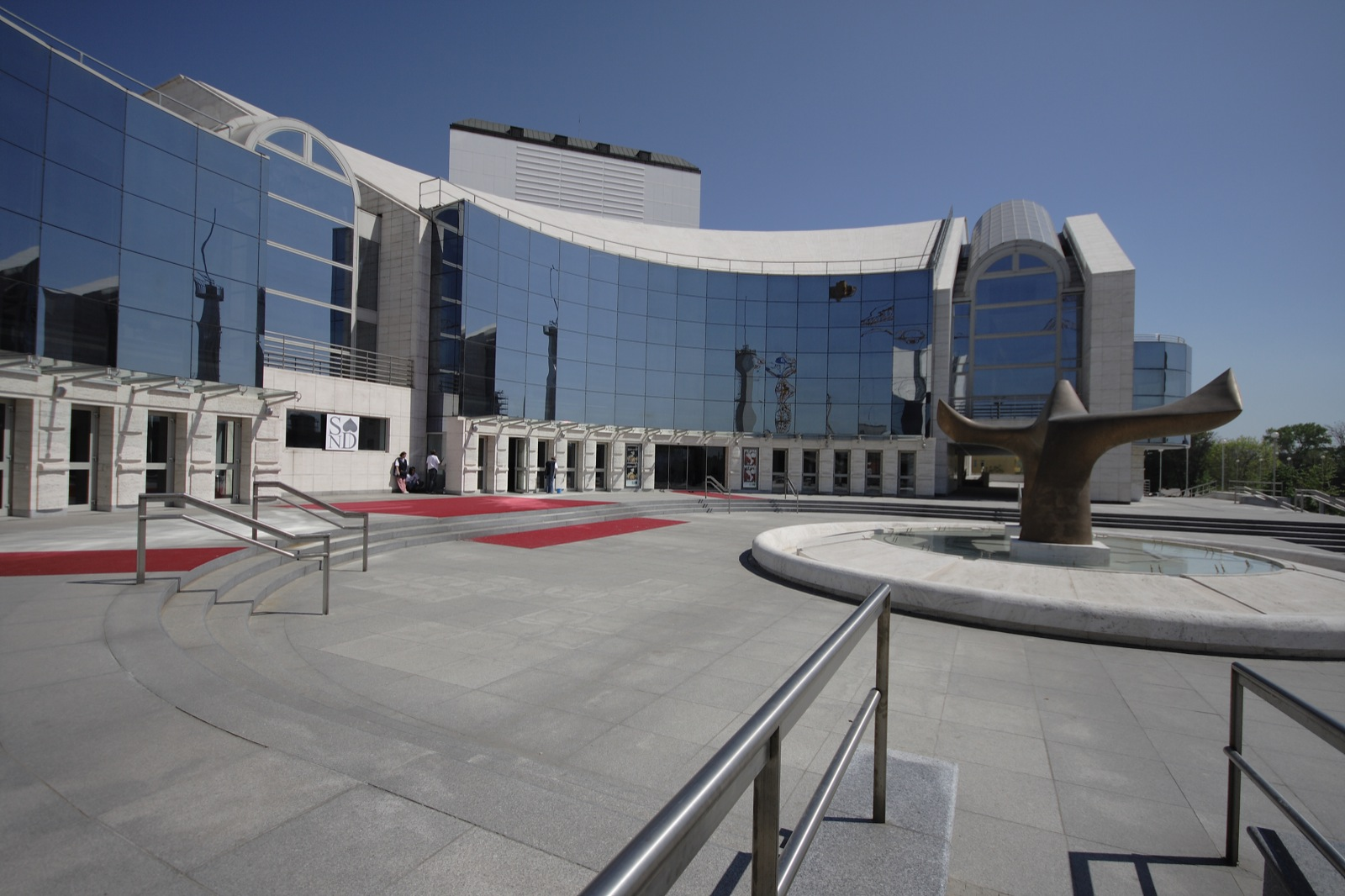
Az új épület

A Szlovák Nemzeti Színház (Slovenské národné divadlo) az egyik legjelentősebb kulturális intézmény Szlovákiában. Létrejöttét 1920-tól, röviddel Csehszlovákia megalakulása után számítják. Elődje a pozsonyi városi színház volt. Székhelye Pozsony.
A mai úgynevezett közszolgálati színház, ami annyit tesz, hogy államilag finanszírozott, állandó színpaddal, társulattal és sokrétű repertoárral rendelkezik. Három fő elemből tevődik össze: prózai társulat, opera és balett. 2007-ben a korábban több helyen tevékenykedő társulatai átköltöztek a Nemzeti Színház új épületébe a Pribina utcába a Duna-parton. Az új épületben helyet kapott mindhárom társulatnak van saját előadóterme, illetve kísérleti stúdiót is létrehoztak. Összesen körülbelül 1700 férőhely van az intézményben. A Nemzeti Színház korábbi „régi épületét” a társulatok felváltva továbbra is használják. A színházi szezon szeptember elejétől június végéig tart, és a színházi társulatot kivéve, mely hétfőn nem tart előadásokat, minden nap várják a művészetkedvelőket.

## Az épület

### A történelmi épület
A Csáky György gróf által épített városi színház 1776 óta áll a történelmi színházépület helyén. A mai eklektikus stílusban épült épületet Ferdinand Fellner és Hermann Helmer építészek tervezték, és 1886-ban nyitották meg.
A Pozsonyi Városi Színház először a német és a magyar együttesek előadásait szolgálta, 1920 óta a Szlovák Nemzeti Színház székhelye. Az 1950-es évekig dráma-, opera- és balettműsorokat rendeztek. A történelmi épületet csak a dráma állandó színpadának – a Pavol Országh Hviezdoslav Színháznak – az 1955-ös megalapítását követően hozták létre az opera és balett számára.
A történelmi épületet a színház növekvő igényeihez igazították 1934-ben az újjáépítés során, amikor egy új műszaki színpadi létesítményt építettek, és egy újabb rekonstrukciót is végeztek, amelyre 1949-ben került sor. Ekkor a bombázások által sérült alapokat javították, valamint az I. emeletet. Az 1930-as évek technikai felszerelése jóval a második világháború utánig szolgált, a színház alapvető rekonstrukciójáig, amelyre 1969 és 1972 között került sor.
Ennek a rekonstrukciónak a koncepcióját, amely magában foglalta egy modern melléképület építését a Comenius téren, a színház műszaki osztályának akkori vezetője, Vladimír Hazucha dolgozta ki. A fővállalkozó a pozsonyi építőipari vállalat volt, több mint 120 vállalkozó vett részt az építésben.

### Az új épület
A Szlovák Nemzeti Színház új épületét Martin Kusý, Pavol Paňák és Peter Bauer építészek tervezték. Az épület hét emelettel rendelkezik, több mint kétezer szobával és három főcsarnokkal (opera- és balett-terem, drámacsarnok, stúdió). A belső térben 120 fő részére működő étterem, klub, eszpresszó található.
A Szlovák Nemzeti Színház épületének szépségét számos külső és belső műalkotás is emeli. Az új épület előtt Alexander Biľkovič, Iľja Skoček és Pavel Bauer szökőkútja található. A bejárati csarnokban Peter Bauer építész és Dušan Buřil festőművész munkája látható, az épület előtt található a Petr Roller kaszkád és Bauer építész két tornya. Az épület részét képező műalkotások mellett a színházban színházi jelmezek is megtekinthetők és kiállítások találhatók. Az épületet 2007. április 14-én nyitották meg.